# Auhojärvi
Auhojärvi är en sjö i Finland. Den ligger i kommunen Puolango i landskapet Kajanaland, i den centrala delen av landet, 500 km norr om huvudstaden Helsingfors. Auhojärvi ligger 136,5 meter över havet. Den är 17,3 meter djup. Arean är 3,61 kvadratkilometer och strandlinjen är 14,49 kilometer lång. Sjön  ingår i Kiminge älvs huvudavrinningsområde. 